# Traité de Hambourg (1762)

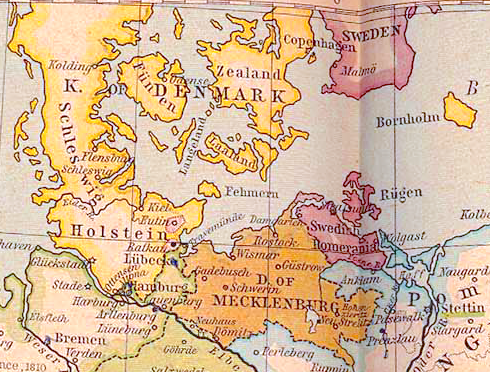
La Poméranie suédoise (en violet), dernière possession de la Suède en Allemagne jusqu'en 1814.

Le traité de Hambourg est un acte signé le 22 mai 1762 entre la Suède et la Prusse. Il met fin à la guerre de Poméranie, front secondaire de la guerre de Sept Ans sur la mer Baltique. 

## Contexte
La Suède, rivale de longue date de la Prusse qui lui disputait la possession de la Poméranie, s'était jointe en 1757 à la coalition dirigée contre Frédéric II de Prusse et groupant le royaume de France, la monarchie autrichienne et l'Empire russe. Cependant, la Suède a peu de succès sur le plan militaire et le Parlement de Suède, qui tient à maintenir un pouvoir royal faible, rechigne à engager les dépenses nécessaires tandis que l'état de guerre contre le Royaume-Uni, allié de la Prusse, porte tort au commerce extérieur. En 1761, la Suède est au bord de la banqueroute et le ministre Adolf Friedrich von Olthof (de) doit déprécier la monnaie suédoise. La mort de la tsarine Élisabeth de Russie, ennemie jurée de Frédéric II, le 5 janvier 1762, vient sauver la Prusse menacée d'écrasement. Pierre III, fils et successeur d'Élisabeth, est un grand admirateur de Frédéric : il retire ses troupes du théâtre prussien et va bientôt signer avec la Prusse le traité de Saint-Pétersbourg (en) le 5 mai 1762. La reine consort de Suède, Louise-Ulrique, sœur de Frédéric II, n'a pas de mal à convaincre son époux, le roi Adolphe-Frédéric, qu'il est temps de mettre fin aux hostilités avant que la Suède ne se trouve aux prises avec une alliance russo-prussienne.

## Armistice et traité
Le 7 avril 1762, à Ribnitz en Poméranie, la Prusse et la Suède concluent un armistice accompagné, le même jour, d'un traité de commerce. Il est prévu pour une durée de trois mois et signé par Adolf Friedrich von Olthof pour la Suède et Johann Julius von Hecht (de) pour la Prusse. 
Le 22 mai 1762, les deux royaumes signent la paix à Hambourg, ville hanséatique neutre. Le texte est rédigé en français, langue diplomatique de l'époque, et comporte 7 points. Les deux puissances conviennent de renoncer à toute hostilité directe ou indirecte, évacuer les territoires occupés de part et d'autre et ramener la frontière sur la ligne convenue aux traités de Stockholm de 1719-1720. Le traité est ratifié par la Prusse le 29 mai et par la Suède le 3 juin.

## Conséquences
Le retournement de la Russie, qualifié par Frédéric II de « miracle de la maison de Brandebourg », permet à la Prusse de terminer à son avantage le conflit qui l'oppose à la maison d'Autriche. Frédéric propose à l'Empire ottoman, avec qui il entre en contact par l'ambassadeur Ahmed Resmî Efendi, une alliance contre les Impériaux, offre que le sultan Mustafa III décline. L'épuisement des puissances européennes amène la Prusse et la monarchie autrichienne à signer la paix de Hubertsbourg le 15 février 1763.
Du côté suédois, l'échec de la guerre contre la Prusse discrédite le parti militaire des « Chapeaux » et amène, en 1765, le retour au pouvoir du parti conservateur des « Bonnets ».